# Луда (тарот карта)
Луда је једна од 78 карата у тарот шпилу. При читању тарота, то је једна од 22 велике аркане, понекад означене као 0 (прва) или XXII (последња). Међутим, у шпиловима дизајнираним за играње традиционалних карташких игара, обично је ненумерисана, јер не представља један од 21 адута, већ само по себи служи јединственој сврси зависно од врсте игре.

## Иконографија
Будала се зове Le Mat у тароту из Марсеја, а Il Matto у већини тарот шпилова на италијанском језику. Ове архаичне речи значе „лудак“ или „просјак“ и могу бити повезане са речју за „шах-мат“ у односу на првобитну употребу тарот карата за играње.
У најранијим шпиловима тарота, Луда се обично приказује као просјак или скитница. У Висконти-Сфорца шпилу, Луда носи одрпану одећу и чарапе без ципела, а на леђима носи штап. Има нешто што изгледа као перје у коси. Његова непослушна брада и перје могу бити повезани са традицијом шумских дивљака. Још једна рана италијанска слика која се односи на традицију је прва (и најнижа) у низу такозваних Мантења тарот. Ова серија графика која садржи слике друштвених улога, алегоријских фигура и класичних божанстава почиње са Misero, приказом просјака наслоњеног на штап. Сличну слику садржи немачки Хофемтершпил; тамо је Луда приказан као бос човек у одећи, очигледно са звончићима на капуљачи, који свира гајде.
У шпилу Рајдер–Вејт и другим езотеријским шпиловима направљеним за картомантију, Будала је приказана као младић, који несвесно хода према ивици провалије. У шпилу Рајдер-Вејт, он је такође приказан као са собом води малог пса. Луда у једној руци држи белу ружу (симбол слободе од ниских жеља), ау другој мали завежљај личних ствари, који представља неискоришћено колективно знање.

## Историја
У шпиловима пре Вејт-Смита, Луда је скоро увек без редног броја. Постоји неколико изузетака: неки старији шпилови (укључујући Сола Буску из 15. века) означили су карту са 0, а белгијски шпилови из 18. века означили су је као XXII. Луда је скоро увек потпуно одвојена од редоследа адута у историјским шпиловима. Ипак, постоје преседани да се то сматра најнижим или највишим адутом.
Традиционално, карте Велике аркане у тароту су нумерисане римским бројевима. Луда је нумерисана нулом, једним од арапских бројева.
Луда је вероватно претеча Џокера.

## У тарот играма
У читању тарот карата, Будала се обично сматра делом Велике аркане. Ово није тачно у играма тарот картама; Улога Луде у већини игара је независна и од карата обичне боје и од адута, а карта не припада ниједној категорији. Као таква, већина тарот шпилова првобитно направљених за играње не додељује број Луди који указује на његов ранг у боји адута; нема га. Вејт даје Луди број 0, али у својој књизи говори о Будали између Суда, бр. 20, и Свет, бр. 21. Једини традиционални шпил за игру који броји Будале 0 је Пијемонтски тароко. Од 1930-их, Бургундски тарот шпилови често користе црни обрнути ципал као индекс угла за Луду. У скоро свим тарот играма, Луда је једна од највреднијих карата.

### Као поштеда
У већини тарот игара које потичу из Италије и Француске, Будала има јединствену улогу. У овим играма, Будала се понекад назива „Поштеда”. Тарот игре су обично игре са триковима; играње на карту Луде оправдава играча да или не следи боју или игра на адута. На крају трика, играч затим узима назад Луду и додаје је у своју гомилу трикова и (у већини игара) даје победнику трикова најмање вредну карту из те исте гомиле. Ако нема карата за замену, Луда вреди један поен мање и додатни поен се даје играчу који изводи трик. Или, на крају руке, може се доделити играчу или тиму који је освојио све трикове. Обично се Луда не може ухватити, али се у неким играма може освојити у последњем трику што може донети бонус за бодовање.

### Као најнижи адут
Пијемонтска игра Седићи из 18. века и њене варијанте третирале су Луду као најнижег адута. За разлику од већине игара, Луда вреди само један поен. Ово је слично улози адута Miseria у сицилијанском тарокију.

### Као највиши адут
У већини централноевропских тарок игара, будала или Скус се једноставно игра као 22. адут, што га чини највишим адутом у таквим играма. У Конигруфену, Луда може бити ухваћена, али само ако се игра у истом трику са адутима 21 и 1 у ком случају побеђује адут 1; ово се зове царев трик или трик из бајке. У Мађарском тароку, играч који изгуби адут 21 од Луде традиционално мора да носи шашаву капу.

### Као поштеда и највиши адут
У француском тароту и Дрогну, Луда је поштеда, али ће у ретким околностима бити највиши адут. Ако је играч који држи Луду добио све претходне трикове, у последњем трику Луда постаје највећи адут.

### Као изговор и џокер
Пре и после трикове игре Тароћини, Matto (Луда) и Bégato се називају contatori (контраши), ограничени облик џокер карте. Могу се користити одвојено или заједно за попуњавање празнине у комбинацијама или за продужење, али не могу служити за попуњавање две узастопне празнине у узастопним комбинацијама. Не могу да замене највишег адута или краљеве. Обе карте се могу користити у сваком низу, али пошто се Луда не може ухватити док је Маг рањив, играч који држи Мага би требало да је користи разборито.

## Тумачења
У многим езотеријским системима тумачења тарот карата Луда се тумачи као протагониста приче, а Велике аркане су пут којим Луда пролази кроз велике мистерије живота. Ова стаза је традиционално позната у картомантији као „Лудино путовање“ и често се користи да се почетници упознају са значењем карата Велике аркане.
Према књизи А. Е. Вејта из 1910. године Сликовни кључ тарота, карта Луда је повезана са:
Лудило, манија, екстраваганција, опијеност, заблуда, излазак, заблуда. [Ако је карта обрнута]: немар, одсуство, Дистрибуција, ноншалантност, апатија, ноншалантност, сујета.